# Республика Боливия
Республика Боливия — период в истории Боливии с 1825 года по 2009 год.

## История

### XIX век
6 августа 1825 года Учредительное собрание всех провинций провозгласило независимость провинции Верхнее Перу. Государство было названо Боливией в честь Симона Боливара, при поддержке которого территория страны была освобождена, а столица государства была названа в честь генерала-освободителя Антонио Хосе Сукре.
В 1826 году президентом страны был избран генерал Антонио Хосе де Сукре. 
В 1829 году президентом стал Андрес Санта Крус, который в 1836 году объявил о создании Перуанско-Боливийской конфедерации. Соседнее Чили увидело в создании конфедерации угрозу своей безопасности и выдвинуло ультиматум о расторжении договора о конфедерации. Ультиматум не был выполнен, и правительство Чили объявило войну Боливии. В 1839 году после победы чилийской армии конфедерация распалась, а президент Санта Крус был изгнан из страны. Затем наступил долгий период нестабильности, при котором президенты часто менялись и одно за другим происходили восстания.
Выработанная президентом Бельсу конституция принятая в сентябре 1850 запретила рабство.
После этого возник территориальный спор с Чили из-за части пустыни Атакама, богатой селитрой. Это привело к пятилетней Тихоокеанской войне, длившейся с 1879 года по 1884 год.
В 1904 году был подписан боливийско-чилийский мирный договор, по которому спорная территория переходила к Чили, вследствие чего Боливия потеряла выход к Тихому океану.
К началу XX века произошло существенное изменение в экономике — основным товаром вместо серебра стал каучук, что вероятно было связано со становлением автомобилестроения в мире. Например, если в 1890 году пошлины на экспорт каучука давали лишь 2 % доходов казны, то уже в 1902 году — 36 %.
В 1898—1899 годах в стране произошла гражданская война между индейцами севера и южанами.

### XX век
В 1899 году начались разработки богатых месторождений олова, по производству которого Боливия стала одним из мировых лидеров. Эта отрасль вызывала повышенный интерес Великобритании и США, которые фактически взяли её под свой контроль.
В годы 1-й мировой войны 1914—1918 годов Боливия сохраняла нейтралитет (в апреле 1917 она порвала дипломатические отношения с Германией), но её экономические ресурсы были поставлены на службу государствам Антанты. Во время войны значительно возросли иностранные капиталовложения в Боливию, резко увеличился вывоз олова, меди, сурьмы, вольфрама и висмута. С развитием добычи оловянной руды и включением Боливии в мировой рынок она превратилась в страну с экспортной экономикой.
В 1920—1930-е годы в рабочем движении Боливии были очень популярны идеи анархизма, особенно среди чола. Также были востребованы идеи марксизма, в том числе о социалистической революции.
16 июля 1930 года вооружённый отряд во главе с Роберто Инохосой захватил приграничный город Вильянсон и провозгласил начало рабоче-крестьянской социалистической революции в Боливии (восстание было вскоре подавлено).
В 1932—1935 годах разгорелась Чакская война с Парагваем, возникшая из-за спорной пустынной территории, на которой предположительно имелись большие залежи нефти. В этой войне Боливия потерпела поражение.
В мае 1936 года в стране произошла революция. Пришедший к власти генерал Хосе Торо Руйлова объявил Боливию «социалистической республикой» и конфисковал собственность американской компании «Стандарт ойл оф Нью-Джерси», положив начало периоду «социалистического милитаризма». В июле 1937 года в результате военного переворота к власти пришёл полковник Херман Буш Бесерра. При нём было принято первое трудовое законодательство и установлен государственный контроль над горнодобывающей промышленностью. В августе 1939 года Буш покончил жизнь самоубийством, власть захватила группа военных во главе с генералом Карломом Кинтанильей. В 1940 году президентом страны был избран генерал Энрике Пеньяранда дель Кастильо.
В 40-х годах в стране возникло несколько левых партий — Левая революционная партия, троцкистская Революционная рабочая партия, Националистическое революционное движение. В декабре 1943 года был организован военный переворот, приведший на пост президента майора Гуальберто Вильярроэля, который поощрял образование профсоюзов на оловянных рудниках. Его действия вызвали противодействие «оловянных баронов», которые спровоцировали в июле 1946 года восстание в Ла-Пасе. Во время восстания 21 июля президент Вильярроэль был растерзан толпой. В 1947 году президентом был избран Хосе Гарансабаль, а в 1949 — Мамерто Урриолагоития.
В мае 1951 года на выборах победил кандидат от Националистического революционного движения экономист и бывший советник полковника Буша Бессары Виктор Пас Эстенсоро. Однако Урриолагоития не желал передавать пост НРД и передал полномочия военной хунте. Этот шаг вызвал восстание 9 декабря 1952 года, которое свергло военное правительство и привело к власти победившего кандидата НРД.
НРД начало широкую программу реформ в экономической, политической и социальной сферах. В августе 1952 года правительство предоставило право голоса индейцам, которые были наделены небольшими участками земли. В деревнях началось строительство больниц и организация крестьянских кооперативов, были национализированы оловянные рудники, затем переданные в собственность государственной компании КОМИБОЛ.
Следующий президент страны Эрнан Силес Суасо был избран в 1956 году. Его правительство при поддержке МВФ начало программу стабилизации, которая включала ограничение роста заработной платы и либерализацию цен, но этот шаг только углубил экономический кризис. 20 июля 1958 года в стране прошли парламентские выборы. Период 1950-х годов стал временем угасания анархо-синдикалистского движения в стране. В 1960 и 1964 годах Виктор Пас Эстенсоро переизбирался президентом; вице-президентом при нём некоторое время был деятель профсоюзного движения Хуан Лечин. В ноябре 1964 года военные во главе с генералами Рене Баррьентосом и Овандо Кандиа совершили переворот. В 1966 году президентом был избран Рене Барриентос Ортуньо. В 1967 году было разгромлено партизанское движение Че Гевары. После смерти Барриентоса в апреле 1969 года в стране сменилось несколько правительств, пока в августе 1971 года не был совершён военный переворот Уго Бансера.
Бансер заявил, что армия будет безраздельно управлять страной до 1980 года. В 1974 году после попытки свержения Бансера тот запретил в стране деятельность всех политических партий и профсоюзов. 9 июля 1978 года в стране были проведены выборы, победу на которых одержал Хуан Переда Асбун. Однако тот продержался у власти всего 4 месяца и в ноябре того же года был свергнут Давидом Падильей. После этого в стране сменилось ещё 3 президента; последней из них обязанности главы государства исполняла левый политик Лидия Гейлер Техада.
В начале июля 1980 года на всеобщих выборах победил левый Фронт демократического и народного единства во главе с Эрнаном Силесом Суасо, однако 17 июля в результате военного переворота власть захватила праворадикальная военная хунта во главе с Луисом Гарсиа Месой, который на следующий день стал президентом. Он приостановил действие конституции, многие политические деятели были убиты. Кокаин сделался главным источником дохода президента и правительства. Опорой режима в условиях гарсиамесизма стали неофашисты, беглые нацисты и уголовные элементы.
4 августа 1981 года в результате восстания генералов Лусио Аньеса Риверы (бывший министр в правительстве Хуана Переды Асбуна) и Альберто Натуша Буша Гарсиа Меса был свергнут и бежал из страны (позже был выдан Бразилией и осуждён на 30 лет тюремного заключения), к власти пришла хунта в составе генералов Сельсо Торрелио Вилья (сухопутные войска), В. Берналь (ВВС) и О. Паммо (ВМС), 4 сентября С. Торрелио был назначен президентом. В июле 1982 года в условиях острого экономического кризиса и роста напряжённости в стране он оставил свой пост, и хунта назначила новым президентом более жёсткого военного, начальника генерального штаба генерала Гидо Вильдосо Кальдерона. В октябре 1982 года, после признания итогов выборов 1980 года, к власти вновь пришло левонастроенное гражданское правительство во главе с Э. Силесом Суасо.
При новом правительстве (8 министров от ЛНРД, по 2 от ХДП и компартии) противостояние правых и левых в стране обострилось. 27 ноября 1982 года был принят закон о национализации американской компании «Bolivian Power», чья доля в производстве электроэнергии составляла 40 %. 12 декабря на пороге президентского дворца правым радикалом совершено неудачное покушение на вице-президента страны Хайме Паса Самору. В конце 1982 — начале 1983 года активизировался процесс чистки вооружённых сил, были уволены в запас бывшие командующие ВВС и ВМФ и бывшие президенты А. Натуш, С. Торрелио и Г. Вильдосо. В июне 1983 года по обвинению в коррупции и экономических преступлениях были арестованы бывший президент Л. Гарсиа и 29 его соратников.
Во время выборов в июле 1985 года бывшие президенты Уго Бансер и Пас Эстенсоро не смогли набрать большинства голосов, и Национальный конгресс назначил президентом Паса Эстенсоро. Придя к власти, Эстенсоро начал осуществление программы, разработанной МВФ. Это привело к росту бедности и безработицы. В мае 1989 года президентом при поддержке Уго Бансера стал Х. Пас Самора, кандидат от партии Левое революционное движение. Правительство Саморы было обвинено в связях с мафией, лидер пропрезидентского ЛРД Оскар Эйд попал в тюрьму по обвинению в наркобизнесе, а Саморе был запрещён въезд в США.
В 1997 году президентом страны был избран Уго Бансер, предвыборная кампания которого проходила под лозунгами демократизации. После прихода к власти он управлял диктаторскими методами как в 1971—1978 годах. Во время его правления стали накапливаться экономические и социальные проблемы. В феврале 2000 года начались выступления против правительства Бансера, которые охватили впоследствии всю страну. В августе 2001 года Бансер ушёл в отставку и умер в следующем году.

### XXI век
В 2002 году на всеобщих выборах президентом Боливии был избран Гонсало Санчес де Лосада. 
В 2000 году в Кочабамбе прошли протесты против приватизации водного хозяйства этого города, вызвавшей резкое повышение тарифов. Прошла четырёхдневная всегородская забастовка, при разгоне демонстрации протестующих 6 человек погибло, а 2 ребёнка ослепли, было введено чрезвычайное положение. 
В феврале 2003 года протесты против повышения налога на заработную плату, в которых участвовала часть полицейских, привели к перестрелке между полицией и военными у президентского дворца. За два дня волнений в Ла Пасе погибли 18 человек. 
В сентябре 2003 года начались протесты против планов правительства привлечь иностранных инвесторов для эксплуатации газовых месторождений страны. Жители города-спутника Ла-Паса Эль-Альто, заблокировали дороги, требуя отставки правительства. 12 октября колонна нефтяных автоцистерн под охраной войск с танками попыталась прорваться из столицы. Военные применили оружие, 16 человек погибло, всего до конца 2003 года погибло 100 человек. В результате Санчес де Лосада ушёл в отставку, передав полномочия вице-президенту Карлосу Меса. Согласно Конституции Боливии тот имел право оставаться президентом до 6 августа 2007 года, однако ушёл в отставку 6 июня 2005 года. Следующим президентом стал Эдуардо Родригес.
Политический кризис закончился, когда 18 декабря 2005 года президентом страны был избран левый индейский политик Хуан Эво Моралес, получивший 53,74 % голосов. Избрание президента напрямую, а не Национальным Конгрессом, произошло впервые с 1978 года. Его «Движение за социализм» получило устойчивое большинство в Национальном Конгрессе. В январе 2006 года прошла его инаугурация; в том же году он объявил о национализации нефтегазовой отрасли.
В 2008 году по требованию правой оппозиции был проведён референдум об отзыве президента со своего поста. Моралес получил поддержку 67 % избирателей и остался на своём посту. 10 июня 2009 года президент Моралес подписал декрет, согласно которому Боливия получила новое официальное название «Многонациональное Государство Боливия».

#### Аверсыисторическихболивиано
|                               |                               |                                   |                                   |
| 1 боливиано 1877 и 1892 годов | 1 боливиано 1877 и 1892 годов | 1 боливиано 1902 и 100 1911 годов | 1 боливиано 1902 и 100 1911 годов |

#### Реверсыисторическихболивиано
|                               |                               |                                   |                                   |
| 1 боливиано 1877 и 1892 годов | 1 боливиано 1877 и 1892 годов | 1 боливиано 1902 и 100 1911 годов | 1 боливиано 1902 и 100 1911 годов |